# Wairarapa
Wairarapa est une région géographique rurale située dans le sud-est de l'île du Nord de la Nouvelle-Zélande.
C'est une sous-région de la grande région de Wellington, située dans le sud de l'Île du Nord, dont elle occupe le coin sud-est. Elle est localisée à l'est de la capitale Wellington et au sud-est de la région de Hawke's Bay. Elle est peu peuplée et possède plusieurs villes rurales de service, dont la plus importante est la ville de Masterton.
La région est communément appelée Te Wairarapa par les habitants, ainsi que par les voyageurs qui vont vers Le Wairarapa.

## Géographie

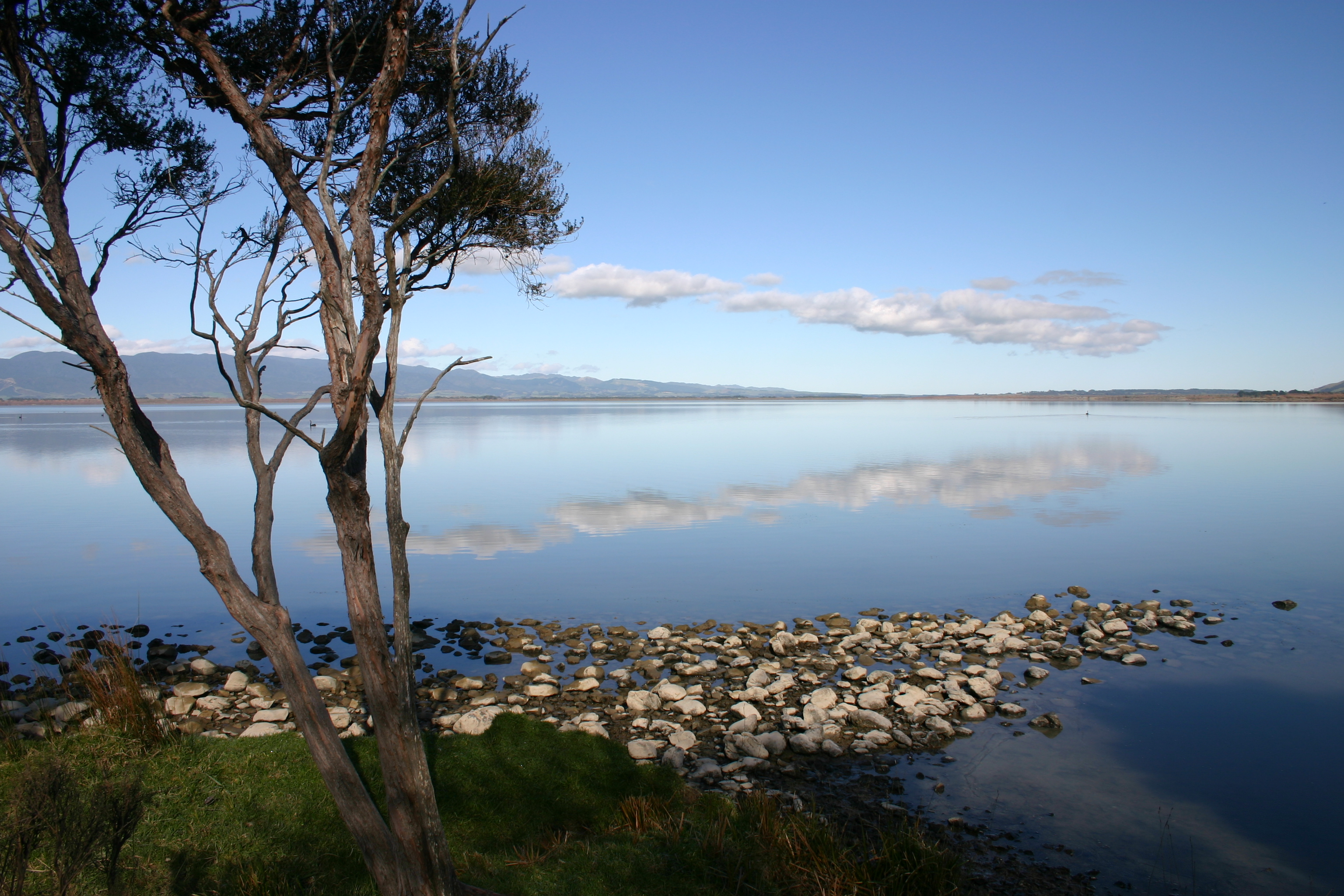
Lac Wairapapa.

La région de Wairarapa a une forme rectangulaire d’environ 130 km de long (en allant de la Baie de Palliser au sud, jusqu'au nord à la ville de Woodville) et de 65 km de large (en allant de la chaîne de Tararua à l'ouest, jusqu'à la côte à l’est).
Les limites sont les mêmes que celles de l’implantation de la tribu des Ngāti Kahungunu. Leur aire tribale commence au niveau de la ville de Pōrangahau et se termine au niveau du promontoire de Turakirae. C'est le plus méridional de leurs trois « rohes » (territoires tribaux), allant de la ville de Wairoa et descendant vers l’est de l’île du Nord. Pour la tribu des Rangitāne, Wairarapa fait partie de leur territoire plus large, qui inclut la plaine de Manawatū  et le District de Horowhenua sur la côte ouest.
La région du Mont Bruce, au nord, fait partie du District de Tararua. Elle s’étend à travers les secteurs d’Eketahuna, de Pahiatua, Woodville, Dannevirke, et jusqu'au nord de Norsewood. Ainsi, elle est dans la région de Manawatu-Wanganui, par son rattachement à la source du fleuve Manawatu. Le fleuve Manawatu coule vers l’Ouest entre les deux chaînes de montagnes, Tararua vers le sud et Ruahine vers le nord, à travers les gorges de Manawatu, puis traverse la ville de Palmerston North avant d'atteindre la côte ouest de l’Île du Nord.
Sur la côte Est se trouvent des zones de peuplement des Tinui, des Castlepoint, ainsi que la plage de Riversdale Beach. De plus, la principale rivière du sud s'écoule à travers le lac Wairarapa pour se déverser ensuite dans la Baie de Palliser à l’extrémité est du détroit de Cook.

## Histoire et toponymie
La région est dénommée ainsi du fait de la présence du lac Wairarapa, qui est le plus important de la région et qui signifie « les eaux scintillantes (Glistening Waters) ». Selon la légende, c'est le premier explorateur Māori, nommé Huanui, qui, des montagnes de l’Ouest, aperçut le lac et lui donna son nom actuel. Par la suite, les coloniaux ont aussi donné à la région le nom de Wydrop.
Les Rangitane et les Ngāti Kahungunu étaient les tribus des Māori (iwi) de cette région quand les explorateurs d’origine européenne arrivèrent en 1770 . L’installation des colons européens débuta dès le début des années 1840, initialement sur de grandes zones herbeuses, que les Māori louèrent, et ensuite par des installations plus denses à partir des années 1850.
Le 23 janvier 1855, la région fut secouée par le plus important tremblement de terre (séisme de 1855 à Wairarapa) enregistré en Nouvelle-Zélande, qui atteignit la magnitude de 8.2 sur l'échelle de Richter. Il y a cinq morts recensés.

## Gouvernance

### Gouvernance locale
La division nord–sud fut renforcée en 1989, quand l’autorité locale régissant les frontières a changé.
Le nouveau Conseil du district de Tararua, le Tararua District Council, couvre le nord de la région de Wairarapa et le sud de Hawke's Bay. Le centre et le sud de la région de Wairarapa, ont été divisés en trois conseils de districts distincts : Masterton, Carterton et le Sud de Wairarapa . Ce dernier, basé à Martinborough, est le siège de l’autorité du gouvernement local de la région située au sud de Carterton, englobant les villes de Greytown, Featherston et de Martinborough et les zones rurales allant jusqu'au fleuve Hutt. Elle est séparée des villes de Upper Hutt et Lower Hutt par la chaîne de Rimutaka.
Le conseil du district de Carterton basé à Carterton, est la zone en plus forte croissance de la Nouvelle-Zélande et le conseil du district de Masterton  couvrent les zones allant jusqu’au district de Tararua.

### Gouvernance nationale
En matière de politique nationale, à l’issue de la mise en place de la représentation proportionnelle dans le cadre du système électoral qui fut introduit en 1996, la région électorale de Wairarapa fut agrandie pour inclure le sud de Hawke's Bay.

## Économie
Les industries agricoles comprennent l’exploitation de la forêt, l’élevage de moutons et des vaches pour l’industrie laitière. Elles sont les principales utilisations des terrains. L’élevage des cerfs y prend aussi une importance croissante.
La zone autour de Martinborough, au sud-est, est réputée pour ses vignobles et les vins de Masterton et de Carterton. Depuis 1889, de la bière est aussi brassée dans la ville de Mangatainoka, près de Pahiatua.

### Transport
La région est bien desservie par les différents modes de transports. La route State Highway 2 (en), via la route des collines de Rimutaka  (Rimutaka Hill Road) relie la région de Wellington au sud à la  plaine de Manawatu (en) au nord.
La ligne de chemin de fer de Wairarapa (en) relie la région par le tunnel de Rimutaka (en) à la capitale Wellington, et permet une liaison avec la ligne Palmerston North - Gisborne Line (en) au niveau de la ville de Woodville. Un service de correspondance pour les passagers, le Wairarapa Connection (en), allant de Masterton à Wellington, est assuré par Tranz Metro. De nombreux résidents, principalement dans les villes du sud comme Featherston et Greytown, se rendent tous les jours à Wellington pour travailler, soit par le train, soit en voiture à travers la chaîne des Remutaka (en).

## Vie sauvage
De nombreuses espèces d’oiseaux en danger d’extinction en Nouvelle-Zélande peuvent être aperçues dans la réserve du Mt Bruce Wildlife Centre, qui est juste au niveau de la ville d'Eketahuna.

## Personnalités
- Bob Charles, champion de golf et vainqueur des British Open 1963, de Carterton ;
- Ladyhawke, née Philippa Brown à Masterton, chanteuse/écrivain de chanson ;
- Jemaine Clement, une membre de l’équipe de la comédie/ série TV Flight of the Conchords ;
- Murray Halberg, coureur de moyenne distance et médaille d’or aux Jeux Olympiques, est de Eketahuna ;
- Brian Lochore, né à Masterton, Capitaine des All Black et vainqueur comme entraîneur de la coupe du Monde ;
- Marcus Daniell né à Masterton, joueur de tennis professionnel ;
- Keith Holyoake, ancien Premier Ministre de Nouvelle-Zélande, né est à Pahiatua ;
- Maurice Wilkins, scientifique, lauréat du Prix Nobel, qui travailla à la découverte de la structure de l'ADN, est de Pongaroa ;
- Alan Graham MacDiarmid, chimiste, lauréat du Prix Nobel, est né à Masterton ;
- Vincent Ward, directeur de production de Film, à Greytown (What dreams may come, The Navigator, Vigil, River Queen) ;
- Raybon Kan (en), comédien, né à Masterton ;
- Mike Fabulous, membre du groupe The Black Seeds et Fly My Pretties (en) ;
- Jesse Ryder (en), joueur International de cricket, vivant à Masterton ;